# 地球物理氣象局
地球物理氣象局（葡萄牙語：Direcção dos Serviços Meteorológicos e Geofísicos，英語：；縮寫為SMG；簡稱澳門氣象局或氣象局（只限澳門）；前稱地球物理暨氣象局、地球物理暨氣象台（簡稱為氣象台），是澳門特別行政區政府屬下的局級部門，隸屬澳門運輸工務司。氣象局為澳門特別行政區的公共部門，負責氣象、航空氣象、地球物理及大氣環境方面的監測、分析研究、預報及預警。澳門氣象局是世界氣象組織、亞太經濟暨社會委員會屬下之颱風委員會和珠江三角洲氣象服務組之成員。

## 歷史沿革

#### 早期
澳門氣象觀察的歷史，可以追溯至明朝万历年間，義大利傳教士利瑪竇曾在鳳凰山（今之白鴿巢公園）上建觀星石屋，觀察天象，這可算是澳門最早的天文臺。但此天文臺很快就被廢置而湮沒了。

#### 葡屬澳門時期
二百多年後，氣象觀察工作由當時駐澳門的葡萄牙海軍負責，記錄亦始於1861年。昔日氣象台由司納地上尉發起，建於1880年（清光緒六年），設在今山頂醫院左側山坡上，1881年施拿地上尉在摩羅兵營（又稱水師廠）設立氣象廳，以紀錄氣象資料，但當年設備簡陋，主要依靠上海耶蘇會主辦的徐家汇观象台及馬尼拉氣象台支援，才能發出天氣預告。氣象台除留意天氣變化外，並會在晚間以亮燈報告標準時間。
1900年12月29日，澳門總督高士德將水師廠的氣象處改組為天文台，並且總部位置由水師廠搬遷至西望洋山，並且開始進行恆常化氣象觀察。1904年總部位置再次搬遷至近聖若憲炮台的東望洋山。
1950年，葡萄牙成立國家氣象局及頒佈海外地區氣象局的第2042號法令，宣布在各個殖民地設置氣象台，隨後得到原為上海徐家匯天文台台長的耶穌會會協助，便派遣氣象學家到澳門籌組成立澳門氣象台的工作。完成各項籌備工作後，澳門氣象台於1952年正式成立。1965年，大炮台正式設立氣象觀察站，澳門氣象台總部從東望洋山搬到大炮台，並加建了一座建築物為工作地方，大炮台總部在1966年4月28日早上10點由澳督羅必信揭幕。
從1980年開始，澳門氣象台改組為地球物理暨氣象台，並展開了各項地球物理、地質硏究和地磁觀察等工作。1987年，澳門氣象台進一步提供空氣質量監察的服務，對澳門地區內之空氣質量進行監察、評估和硏究等工作。1996年7月26日，澳門氣象台總部從大炮台搬至氹仔的大潭山現址。

#### 回歸後
澳門回歸後，地球物理暨氣象台易名為地球物理暨氣象局。當時氣象局裡員工約110人，氣象及地球物理人員約佔60人，其餘為技術支援人員或行政人員。
2023年12月1日，正式更名為地球物理氣象局，同時進行改組，從原先的12組縮短至8組。

## 法例
- 第40/2023號行政法規（2023年11月6日《澳門特別行政區公報》）地球物理氣象局的組織及運作。 （页面存档备份，存于）
- 澳門百科全書：澳門氣象台的歷史、現況和發展

## 總部
氣象局位於氹仔大潭山東部，用地超過三千平方公尺，大樓高三層，西側有一座高度為四十公尺的氣象雷達塔。

## 職責
- 研究及協助規劃澳門特別行政區氣象服務的發展，促進及推動智慧氣象服務；
- 研究及推動專業科技的應用，促進澳門特別行政區在氣象、地球物理及大氣環境範疇的監測方法及技術的發展；
- 研究建立氣象及地球物理範疇的警告系統，以及制訂相關標準；
- 根據有關法律規定，發出各類氣象及地球物理範疇的警告；
- 進行氣象監測及分析，並提供氣象報告、預報及預警；
- 進行航空氣象監測及分析，並提供航空氣象報告、預報及預警；
- 進行氣候監測及分析，並提供氣候報告及預報；
- 進行氣候變化評估及研究，並核算溫室氣體排放量；
- 進行地球物理，尤其地震、地磁及海嘯監測及分析，並提供地震和海嘯報告及預警；
- 進行空氣質量監測及分析，並提供空氣質量報告及預報；
- 進行大氣環境輻射監測及分析，並提供大氣環境輻射報告；
- 提供澳門特別行政區授時服務；
- 與其他公共部門及實體合作，在地球物理氣象局職責範圍內促進防災減災工作；
- 促進和發展澳門特別行政區在氣象、航空氣象、地球物理及大氣環境範疇的區域及國際合作；
- 促進和協助屬地球物理氣象局職責範圍的公約、條約、協議、議定書及其他國際規範在澳門特別行政區實施；
- 履行依法獲賦予的其他職責。[1]

## 架構[7]
|  |  |            |            |            |            |            |            |  |  |              |              |              |              |              |              |  |  |              |              |              |              | 局長 副局長  |              |              |              |                  |                  |                  |                  |                  |                  |  |  |                      |                      |                      |                      |                      |                      |                      |                      |                      |                      |                  |                  |                  |                  |  |  |  |  |  |  |  |  |  |  |  |  |  |  |  |  |  |  |  |  |
|  |  |            |            |            |            |            |            |  |  |              |              |              |              |              |              |  |  |              |              |              |              |              |              |              |              |                  |                  |                  |                  |                  |                  |  |  |                      |                      |                      |                      |                      |                      |                      |                      |                      |                      |                  |                  |                  |                  |  |  |  |  |  |  |  |  |  |  |  |  |  |  |  |  |  |  |  |  |
|  |  |            |            |            |            |            |            |  |  |              |              |              |              |              |              |  |  |              |              |              |              |              |              |              |              |                  |                  |                  |                  |                  |                  |  |  |                      |                      |                      |                      |                      |                      |                      |                      |                      |                      |                  |                  |                  |                  |  |  |  |  |  |  |  |  |  |  |  |  |  |  |  |  |  |  |  |  |
|  |  |            |            |            |            |            |            |  |  |              |              |              |              |              |              |  |  |              |              |              |              | 氣象及預警廳 | 氣象及預警廳 | 氣象及預警廳 | 氣象及預警廳 | 氣象及預警廳     | 氣象及預警廳     |                  |                  |                  |                  |  |  |                      |                      |                      |                      | 地球物理及監測規劃廳 | 地球物理及監測規劃廳 | 地球物理及監測規劃廳 | 地球物理及監測規劃廳 | 地球物理及監測規劃廳 | 地球物理及監測規劃廳 |                  |                  |                  |                  |  |  |  |  |  |  |  |  |  |  |  |  |  |  |  |  |  |  |  |  |
|  |  |            |            |            |            |            |            |  |  |              |              |              |              |              |              |  |  |              |              |              |              | 氣象及預警廳 | 氣象及預警廳 | 氣象及預警廳 | 氣象及預警廳 | 氣象及預警廳     | 氣象及預警廳     |                  |                  |                  |                  |  |  |                      |                      |                      |                      | 地球物理及監測規劃廳 | 地球物理及監測規劃廳 | 地球物理及監測規劃廳 | 地球物理及監測規劃廳 | 地球物理及監測規劃廳 | 地球物理及監測規劃廳 |                  |                  |                  |                  |  |  |  |  |  |  |  |  |  |  |  |  |  |  |  |  |  |  |  |  |
|  |  |            |            |            |            |            |            |  |  |              |              |              |              |              |              |  |  |              |              |              |              |              |              |              |              |                  |                  |                  |                  |                  |                  |  |  |                      |                      |                      |                      |                      |                      |                      |                      |                      |                      |                  |                  |                  |                  |  |  |  |  |  |  |  |  |  |  |  |  |  |  |  |  |  |  |  |  |
|  |  | 行政財政處 | 行政財政處 | 行政財政處 | 行政財政處 | 行政財政處 | 行政財政處 |  |  | 資訊及開發處 | 資訊及開發處 | 資訊及開發處 | 資訊及開發處 | 資訊及開發處 | 資訊及開發處 |  |  | 預警及預報處 | 預警及預報處 | 預警及預報處 | 預警及預報處 | 預警及預報處 | 預警及預報處 |              |              | 航空氣象及氣候處 | 航空氣象及氣候處 | 航空氣象及氣候處 | 航空氣象及氣候處 | 航空氣象及氣候處 | 航空氣象及氣候處 |  |  | 地球物理及大氣環境處 | 地球物理及大氣環境處 | 地球物理及大氣環境處 | 地球物理及大氣環境處 | 地球物理及大氣環境處 | 地球物理及大氣環境處 |                      |                      | 專業儀器及技術處     | 專業儀器及技術處     | 專業儀器及技術處 | 專業儀器及技術處 | 專業儀器及技術處 | 專業儀器及技術處 |  |  |  |  |  |  |  |  |  |  |  |  |  |  |  |  |  |  |  |  |

## 工作範圍

### 一般氣象服務
氣象局的澳門氣象中心每日24小時工作，向公眾發放最新的天氣消息，包括最高及最低氣溫、分區氣溫、相對濕度、降雨量、潮汐資料、紫外線指數、風速、氣壓等資訊。預測未來7日的天氣概況。而每當惡劣天氣出現時，便會因應情況而發出不同的天氣警告信號，提醒市民做好相應措施。

#### 電話查詢服務
氣象局除了在網頁，手機APP裡發布信息，還建立了電話系統查詢服務。市民可以致電指定的號碼來獲取澳門的天氣，空氣質量指數和實施的天氣警告。市民可因需求選擇粵語、英語、葡語和普通話來接受信息。

### 航空氣象
航空氣象中心位於澳門國際機場，專責為機場有關用戶提供24小時氣象服務。服務範圍包括每半小時之例行天氣報告（METAR）、特殊天氣報告（SPECI）、及每6小時之機場天氣預報（TAF），以及為離澳航班提供飛行氣象文件。航空氣象中心亦適時發出強風及雷暴警告，以確保機場內之設施、航機及人員之安全。

### 地球科學

#### 地震
過往地震的資料顯示，澳門地震活動並不頻繁，但鄰近澳門地區的磨刀門在1905年發生過五級的強地震，加上廣東省及南海地區也偶有發生六級的地震，但總體來說澳門受地震危險影響的機率較低。
氣象局於80年代初期開始對地震活動進行監察，在路環高頂山設立了地震監察站，後來搬遷到大潭山，當地震發生時，監察設備將數據傳回地震監察中心，再由技術人員分析，記錄和存檔，然後把資料發布到政府部門及有需要的使用者。90年代初期，為了完善地震監察工作，與廣東省地震局合作，建立一套地震訊息反饋系統。2003年深井數碼地震儀投入運作，大大加強了對地震的監察能力。

#### 授時服務
澳門地區的授時服務由氣象局地震監察中心負責。以往在接收GPS時頻訊號後，會將該訊號透過電台向外發佈。由於資訊科技的應用不斷發展，對授時服務之要求亦相對地提高，同時為配合電子公共服務的開展，在2003年，已安裝一台銫原子鐘及時間伺服器，為市民提供一個準確及方便的授時服務。由於要求更高的精確度及準確度，在2004年引入了衛星共同觀測法（Common View Observation），以便能夠與中國科學院國家授時中心及國際授時機構作時間頻率對比。同時已於2003年參加中國國家綜合原子時系統（Joint Atomic Time System of China, JATC）計劃。

#### 其他
氣象局還提供磁場觀測、輻射與伽傌射線等不同的服務。

## 歷任負責人
| 序數                       | 任期                          | 姓名                                                      | 職銜                                   | 備註 |
| -------------------------- | ----------------------------- | --------------------------------------------------------- | -------------------------------------- | --- |
| 地球物理暨氣象台（回歸前） |                               |                                                           |                                        | |
| 1                          | 1952年10月－1955年10月        | Manuel Tomaz Ferreira Cabrita （譯名：賈比得）            | 台長                                   | 葡萄牙氣象學家。首任台長。 早在1951年9月已從葡國來澳履職港務局氣象台首長。 來澳前曾是上海徐家匯的氣象台台長。 曾編寫由澳門官印局出版一本名爲《中國氣象》（THE METEOROLOGY OF CHINA）的書 |
| 2                          | 1955年10月12日－1959年7月     | Agostinho Pereira Natário （譯名：馬打寮）                | 台長                                   | 在任期間出版"Tufões que assolaram Macau"（颱風侵襲澳門）書籍 |
| 3                          | 1959年7月－1963年8月          | Bento Claudino Monteiro Rodrigues （譯名：羅德禮）        | 台長                                   | |
| 4                          | 1963年8月－1967年12月         | Adelino Lopes Prêsas （譯名：白禮沙）                     | 台長； 代台長（1967年7月－1967年12月） | 羅德禮在任台長時，白禮沙已擔任副台長。 |
| 5                          | 1967年12月－1969年8月         | Mário Rodrigues Marques Calado                            | 代台長                                 | |
| 6                          | 1969年8月－1972年3月          | Fernando Q.C.Real e Lima （譯名：利馬）                   | 代台長                                 | |
| 7                          | 1972年3月－1974年8月          | César Pestana （譯名：庇打拿）                            | 台長                                   | |
| 8                          | 1974年8月 - 1975年7月         | Humberto Romão Évora （譯名：喜和拉）                     | 代台長                                 | 當庇打拿離任後，暫代台長。 |
| 9                          | 1975年7月－1977年9月          | Armando Moreira Ramos dos Santos （譯名：林慕斯）         | 代台長                                 | |
| 9                          | 1977年9月－1985年9月          | Joaquim Baião Simões （譯名：施梅士）                     | 代台長：1977年9月 - 10月 台長          | 曾任安哥拉氣象台人員。 在任期間出版 "Macau e os Tufões"（澳門與颱風）書籍 。 |
| 10                         | 1985年9月－1991年1月12日      | Dário Xaiver Queiroz （譯名：江暉浩）                     | 台長                                   | 因輿論和抗議而最後辭退台長職位 |
| 11                         | 1991年4月－1996年9月          | António Pedro Fernando da Costa Malheiro （譯名：馬文傑） | 台長                                   | 曾於巴西、安哥拉氣象台工作，亦是葡國電視台天氣先生，並推動澳門加入颱風委員會及世界氣象組織                                                                                               |
| 12                         | 1996年9月－1998年10月31日     | Olavo Rasquinho （譯名：黎梓建）                          | 台長                                   | 最後一任葡人台長，卸任後擔任颱風委員會秘書長。 |
| 13                         | 1998年11月1日－1999年12月19日 | 馮瑞權                                                    | 台長                                   | 首任華人台長 |
| 地球物理暨氣象局（回歸後） |                               |                                                           |                                        | |
| 1                          | 1999年12月20日－2017年8月24日 | 馮瑞權                                                    | 首任局長                               | 回歸後首任局長、任期最長的局長（18年） |
| 2                          | 2017年8月25日－2017年9月19日  | 梁嘉靜                                                    | 代局長                                 | 上任局長辭職後，原為副局長暫代局長 |
| 3                          | 2017年9月20日－2018年9月19日  | 譚偉文                                                    | 局長                                   | 兼任環境保護局局長 |
| 4                          | 2018年9月20日－2019年3月19日  | 鄧耀民                                                    | 代局長                                 | 原為氣象處代處長及代副局長 |
| 5                          | 2019年3月20日－2020年3月18日  | 梁永權                                                    | 代局長                                 | 原為航空氣象中心主任及代副局長 |
| 6                          | 2020年3月18日 - 2023年12月1日 | 梁永權                                                    | 局長                                   | 原為航空氣象中心主任及代副局長 |
| 地球物理氣象局             |                               |                                                           |                                        | |
| 1                          | 2023年12月1日至今             | 梁永權                                                    | 局長                                   | 改組後首任局長，原為航空氣象中心主任及代副局長 |

## 警告信號

### 熱帶氣旋警告
當熱帶氣旋接近澳門時，由氣象局發出的警告。目的是以簡單容易理解的信號，提醒澳門市民知道熱帶氣旋將可能對當地造成的影響，以及警告澳門及附近海域將可能出現的強烈風勢。
氣象局由20世紀初開始，當熱帶氣旋侵襲澳門時，以鳴炮、圓形、圓錐形或圓柱形的物件，向港口航海人士告知熱帶氣旋對澳門構成的威脅程度及烈風吹襲的方向。1923年參考香港天文台的做法，改用數字警告信號系統，並首次增設暴風警告的六號風球（等於現在的九號風球）。除了航海人士，市民以及政府機構，亦樂於採用這套警告系統，決定在熱帶氣旋侵襲期間的防禦措施，以及辦公安排。每當氣象局發出熱帶氣旋警告時，有關當局在東望洋炮台及大炮台懸掛代表熱帶氣旋信號的標誌，以通知各地居民。故此習慣上稱熱帶氣旋信號為「風球」。但直到2023年，海事及水務局宣布為保人員安全，宣布不會在九號或以上風球發出後派人懸掛風球信號和夜間燈號，這就意味在燈塔懸掛九號和十號風球已經成為歷史；大炮台為唯一懸掛懸掛九號和十號風球標誌的地方。
澳門的熱帶氣旋警告信號由於是參考香港的同類系統，故兩者十分相似，包括使用一號、三號、八號、九號及十號共五個等級的風球信號、各級信號的圖案形狀，甚至香港已停用的晚間燈號，均如同出一轍。

### 暴雨警告
每當澳門出現或預測將有暴雨時，就由澳門地球物理氣象局發出此警告信號，以提醒及警告市民。暴雨警告系統獨立於其他如熱帶氣旋警告或雷暴警告，這些警告可同時發出。但當發出八號或以上風球時，暴雨警告信號不另行發出。
暴雨警告將透過澳門各電台及電視台廣播。暴雨警告訊號目的是及早提醒市民將會下大雨，可能造成嚴重混亂，並確保各緊急服務機構及部門，如澳門民防中心，都已經準備就緒，隨時處理因暴雨可能造成的緊急事故。

### 雷暴警告
當氣象局觀測到澳門上空有雷暴現象，或預測即將會有雷暴區移入時發出。在2014年起，氣象局為雷暴警告增設「有效時間」，但較多在有效時間之前取消。
當氣象局發出八號或更高風球時，本警告信號將不會被採用。

### 風暴潮警告
氣象局預測會出現風暴潮而引致海水倒灌或水浸時發出，以提醒及警告市民的警告信號，目的是為了完善熱帶氣旋吹襲澳門時所作出的惡劣天氣預報。風暴潮警告系統獨立於熱帶氣旋警告、暴雨警告或雷暴警告，這些警告可同時發出，但由於暴雨警告及雷暴警告在八號風球生效期間不會另行發出，因此如果風暴潮警告在三號風球生效期間發出，才有機會與暴雨警告及雷暴警告同時生效。
風暴潮警告發出時會透過澳門各電台及澳廣視等媒介作廣播。風暴潮警告信號目的是希望及早提醒市民將會出現風暴潮而引致海水倒灌或水浸而防範，因此信號會在預料出現風暴潮前6至12小時發出。

### 強烈季候風信號
由氣象局發出，提醒及警告市民澳門受季候風影響，持續風速現正或預測將達每小時41公里或以上。
當有風球時，強烈季候風信號將不會被採用。
每當氣象局發出本信號時，有關當局將在東望洋炮台及大炮台懸掛代表強烈季候風信號的標誌，以通知各地居民。

## 天氣提示

### 特別信息
特別天氣信息為澳門氣象局於2012年推出的服務，主要仿效香港天文台的「特別天氣提示」，在當相關天氣警告未發出前，提醒市民重要天氣有機會影響澳門，例如雷雨（包括20毫米大雨提示）、熱帶氣旋及跨海大橋強陣風等等。2013年至2019年期間在網頁稱為「特別報告」，其後先後改稱「特別天氣提示」及「特別信息」。
而在2017年颱風天鴿吹襲後，有關熱帶氣旋的提示以「熱帶氣旋最新消息」所取代。此外當網頁升級或儀器需維修等原因，導致部份數據更新會影響時，亦會發出相關信息提醒市民。亦會在長假期前夕發出信息，展望假期期間天氣。另外澳門有感地震亦透過「特別天氣信息」發放。

#### 暴雨引發水浸提示服務
地球物理氣象局於2010年8月起，為商界推出「暴雨引發水浸提示服務」，並提示設有兩種信號提示，分別是「20毫米戒備信號」及「暴雨警告信號」，後由20毫米大雨提示及全新暴雨警告信號所取代。

#### 20毫米大雨提示
地球物理氣象局於2019年9月2日下午開始推出20毫米大雨提示，主要目的是在未達發出暴雨警告信號前，更早提醒公眾澳門即將或正受到大雨影響，並對出行有一定影響，公眾應注意安全，調整出行之安排。20毫米大雨提示在2020年9月1日起被新推出的黃色暴雨警告信號取替。

## 重要事件

### 江暉浩爭議事件
1991年1月3日，氣象台職員因不滿江暉浩近月來以台長的身份進行濫權，試圖恐嚇及威迫員工，近日更以資金不足為由，辭退一名中國籍的氣象台職員，並表示未來會有更多人被辭退。於是凌晨值班職員率先發起罷工。上午八時，更多員工加入罷工行列。
在辭退該員工後的翌日，江暉浩卻聘請了一位葡國女士。罷工職員譴責台長對本地華人和土生種族歧視，罷工員工譴責江暉浩「極權主義統治、專制橫行態度、濫用職權及恐嚇」並指他曾向員工說：「我就是法律」。一班員工至澳督府表達訴求，結果在公職人員協會的斡旋及運輸暨工務司司長的調查之下，事件才得到解決。
1991年1月12日，江暉浩辭退台長職位，原因是在罷工事件中，因為感覺不受尊重，員工對自己的譴責「絕不正確」。

### 馮瑞權爭議事件
2010年6月，因氣象局的暴雨警報延誤，導致廣大澳門市民防範不及，社會秩序受到很大影響，有不少商戶因水浸損失慘重。局長馮瑞權在面對社會各界的猛烈批評之後，在總結“心得”時，說「寧願虛報都唔願漏報（寧虛報，不漏報）」。該態度及回應被批評「......以廣大市民的生命財產開玩笑，這種毫不負責任的為官之道，令人心寒意冷。」
2016年8月1日颱風「妮妲」襲澳，廣東一帶嚴陣以待，香港亦早已發出八號烈風或暴風信號，惟澳門直至上午上班時間澳門仍然懸掛三號風球，當地居民冒著生命危險在暴風雨情況下上班，引起市民強烈不滿。澳門氣象局隨即當日下午召開記者招招待會說明“妮妲”襲澳的情況。有記者問及局長會否向公眾道歉，馮瑞權表示，這不是道不道歉的問題，重要是工作是否乎合規範、程序，他認為這次處理颱風符合規範程序。又表示不回應會否引咎辭職。有聲音批評當局不顧市民安危，令不少電單車騎士於當天上班時在友誼大橋上險象橫生。馮瑞權解釋三號風球風速標準在一定範圍內，並非每次一樣，居民出門時亦要注意。他認為這方面是當局需要加強與居民溝通。
同年8月4日，馮瑞權向公眾道歉：「......為此前『妮妲』掛8號風球與否，對居民造成的誤會，感到十分抱歉。」 被問到不少市民要求他下台，馮瑞權回應稱沒有特別意見。他指氣象局局長的職務是由政府授予，對此持開放態度。他又稱至今已在氣象局工作30多年。澳門北區社諮會副召集人何仲傳發言表示，留意到運輸工務司司長及氣象局局長就颱風“妮妲”襲澳期間與社會溝通不足致歉，他認為不僅是溝通不足造成事件，此說法亦是輕描淡寫。他又認為由氣象局局長馮瑞權所帶領的團隊，並無充分為市民考量，建議馮瑞權應為今次事件引咎辭職。澳門貴州商會會長馬建章與民眾建澳聯盟理事長陳德勝亦關注氣象局的颱風預報機制，又促請當局檢討現時颱風通報機制，靈活處理突發性的自然災害事件，保障市民人身安全。
2017年8月6日，受到珠江口西岸的雷雨區影響，午後澳門多處出現暴雨，其中澳門半島北區的關閘隧道更一度水浸及膝，惟澳門氣象局設於同區紀念孫中山市政公園的氣象站的雨量數據一直顯示為零。一直至傍晚時份，氣象局回應稱，是由於該公園局部地方無電力供應，導致相關氣象站由昨日（5日）起已未能正常運作。有網上媒體質疑，既然相關氣象站未能正常運作，為何該局不作出任何告示，也不作出復修，任由網上出現錯誤數據。
同年8月23日，颱風天鴿吹襲澳門，當天造成10死200多人受傷，多人被困，不少地區的水、電、網絡供應中斷。坊間質疑氣象局在當天太晚確定懸掛8號風球，局長馮瑞權表示是按程序在該發佈訊息時發佈，又指今早6時「已經說了今天（23日）9點前會懸掛8號風球」。在被問及會否向市民道歉後，他說「向大家道歉是沒問題的。」
新澳門協會理事長林宇滔批評氣象局沒有吸收去年兩次颱風的經驗，沒有做好颱風預警。批評氣象局不只失誤，甚至失職、失責，認為氣象局局長應問責下台。
8月24日，因昨天聯合記者會被市民批評馮瑞權的言論，局長馮瑞權決定今天提交辭職，亦已在本日下午6:30左右的特別發佈會交代行政長官崔世安批准。
8月25日至9月19日，副局長梁嘉靜出任代局長，並出席了多場新聞發佈會。
9月20日，行政長官委任環境保護局局長譚偉文以臨時代理方式兼任地球物理暨氣象局局長的職務，為期一年。
2018年9月20日，兼任局長譚偉文期滿卸任，同日起將由鄧耀民擔任代局長，梁永權擔任代副局長。

## 軼事
由於澳門與香港地域和文化相近，所使用的天氣警告系統亦類同，故不少澳門居民多以「澳門天文台」稱呼氣象局。情況類似澳門廉政公署，其簡稱「CCAC」被誤稱為「ICAC」（香港廉政公署的英文簡稱）。另外，唯一通往澳門氣象局的馬路也命名為天文台斜路，而非「氣象局斜路」，與香港天文台及天文台道命名情況一致有別。

## 其他
- 珠澳天氣雷達：有別於自設多個雷達的香港天文台，澳門地球物理氣象局與廣東省珠海市氣象局共用設於珠海金灣機場附近的天氣雷達（位於珠海市金灣區三灶鎮轎頂山，距離澳門西南方約26公里）。由於要進行設備升級工程，雷達於2023年12月28日起暫停使用4至6個月，其間根據合作機制，將改用香港天文台之天氣雷達、或廣東省氣象局之台山市天氣雷達。2024年4月23日工程完畢。